# Ruta Nacional 240 (Argentina)
La Ruta Nacional 240 era el nombre que tenía antes de 1980 la carretera de 24 km en el oeste de la Provincia de Río Negro, República Argentina que une el empalme con el km 385 de la antigua traza de la Ruta Nacional 237, a pocos km al oeste de la ciudad de Bariloche, hasta la Villa Llao Llao.
Mediante el Decreto Nacional 1595 del año 1979 esta ruta pasó a la jurisdicción de la provincia de Río Negro. Actualmente es la Ruta Provincial 79 y se encuentra mayormente ripiada.

## Localidades
Los pueblos (todos de menos de 5.000 habitantes) por los que pasa esta ruta de este a oeste son los siguientes:

### Provincia de Río Negro
Recorrido: 24 km (kilómetro 0-24)
- Departamento Bariloche: Villa Nahuel Malal (kilómetro 0), Colonia Suiza (km 14), Villa Tacul (km 21), Villa Llao Llao (km 24).